# Ozyptila atlantica
Ozyptila atlantica es una especie de araña cangrejo del género Ozyptila, familia Thomisidae.

## Distribución
Esta especie se encuentra en islas Canarias.